# Zave (Simbabwe)
Zave (manchmal auch Zawi) ist ein Ort mit wenigen Häusern in der Provinz Mashonaland West in Simbabwe.

## Beschreibung
Er ist der Endpunkt des Ausbaus einer Stichstrecke der National Railways of Zimbabwe von Harare über Maryland. Wenige Kilometer davor liegen Chinhoyi und Lions Den. Meist wird Lions Den als Endstation angegeben.

## Infrastruktur
2006 diskutierte die SADC über eine Verlängerung der Eisenbahnstrecke nach Kafue in Sambia an der Strecke Lusaka–Livingstone. Es ist ein 600-Millionen-US-$-Projekt, dessen Finanzierung nicht gesichert ist, die Transportwege von Beira zum Copperbelt aber verkürzen würde.